# Autopista Steese
La autopista Steese, conocida en inglés como Steese Highway' es una carretera estatal ubicada en el estado de Alaska. La autopista comienza en la autopista George Parks, en Fairbanks, y llega a River Street, en Circle. Tiene una longitud de 259 km (161 mi), gran parte de ella estrecha y sinouosa, y de los cuales los primeros 130 km (81 millas) y el tramo próximo a la población de Central se encuentran asfaltados mientras que el resto es de áridos. Esta autopista forma parte de la Ruta de Alaska 6 y 2.

## Mantenimiento
Al igual que las carreteras estatales, las carreteras federales, la autopista Steese es administrada y mantenida por el Departamento de Transporte y Servicios Públicos de Alaska por sus siglas en inglés DOT&PF.

## Localidades principales
La autopista Steese es atravesada por las siguientes localidades.
- Fairbanks, milla 0 (km 0)
- Goldstream Dredge No. 8 8,4 millas (13,52 km)
- Fox, milla 11 (km 18)
- Chatanika milla 28 (km 45)
- Twelvemilla Summit Wayside, milla 85.5
- Eagle Summit Wayside, milla 107
- Central y Circle Hot Springs, milla 128 (km 205)
- Circle, milla 162 (km 261)